# دفاع فيليدور
دفاع فيليدور هي افتتاحية دفاعية للأسود متفرعة عن اللعبة المفتوحة وتظهر بالنقلات التالية:
1. e4 e5

2. Ne2 d6
سميت باسم اللاعب الفرنسي فرانسوا-أندريه فيليدور، الذي دافع عنها كبديل لـ 2..Nf6، فكرتها الأساسية هي مزاحمة الأبيض في السيطرة على المنتصف بـ f5 لاحقا وفتح العمود أمام القلعة، في الوقت الحالي تعرف بأنها افتتاحية صلبة لكن دفاعية أكثر وقـل ما تتم رؤيتها في المستوى العالي.
رمزها في موسوعة افتتاحيات الشطرنج هو C41.